# Huai Jinpeng
Huai Jinpeng, en chino simplificado 怀进鹏 (Harbin, Heilongjiang, 20 de diciembre de 1962), es un informático chino experto en software, que desde el 20 de agosto de 2021 es ministro en el Ministerio de Educación de la República Popular China.

## Trayectoria
Huai Jinpeng estudió en la Universidad Tecnológica de Jilin, en la escuela secundaria Nº 9 de Harbin en 1980. Se graduó en la Universidad Tecnológica de Jilin, ahora conocida como Universidad Jilin, con una licenciatura en informática en 1984. Desde enero de 1986, forma parte del Partido Comunista de China. En julio de 1987, obtuvo una maestría en software informático en el Instituto de Tecnología de Harbin. En septiembre de 1987, comenzó a trabajar como profesor en el departamento de ciencias de la computación de la Universidad de Beihang. Más tarde se convirtió en el subdirector del departamento. En noviembre de 1993, obtuvo un doctorado en software informático del departamento de informática e ingeniería de la Universidad de Beihang. En 2009, fue elegido académico de la Academia China de Ciencias. Es miembro del XIX Comité Central del Partido Comunista de China.
En diciembre de 2000, fue subsecretario del comité del partido y vicepresidente de la Universidad de Beihang. El 27 de mayo de 2009, fue nombrado presidente de la Universidad de Beihang (nivel de viceministro). En 2012, recibió la Legión de Honor de Francia por sus destacadas contribuciones a la educación y la cooperación científica y tecnológica tanto en China como en Francia. La ceremonia del premio se llevó a cabo en el nuevo edificio de la Embajada de Francia en China.
En 2013, fue elegido como representante del 12º Congreso Nacional del Pueblo. En febrero de 2015, fue viceministro del Ministerio de Industria y Tecnología de la Información de la República Popular China y miembro del grupo de liderazgo del partido. En diciembre de 2016, fue subsecretario del Comité Municipal de Tianjin del Partido Comunista de China. En septiembre de 2017, pasó a ser el secretario del grupo del partido de la Asociación China para la Ciencia y la Tecnología.
El 1 de agosto de 2021 fue designado secretario del grupo de dirección del partido del Ministerio de Educación. El 20 de agosto, Huai Jinpeng fue nombrado Ministro de Educación en la 30ª reunión del comité permanente de la 13ª asamblea popular nacional.